# Limonal
Limonal ist eine Ortschaft und eine Parroquia rural („ländliches Kirchspiel“) im Kanton Daule in der ecuadorianischen Provinz Guayas. Die Parroquia besitzt eine Fläche von 47,65 km². Die Einwohnerzahl lag im Jahr 2010 bei 8774.

## Lage
Der Ort Limonal befindet sich etwa 8,5 km nordnordwestlich vom Kantonshauptort Daule am linken Flussufer des Río Daule. Die Parroquia erstreckt sich über das Tiefland im Nordwesten und zentralen Norden des Kantons. Der Río Daule durchquert mit seinen langen Flussschlingen mittig den Kanton in südlicher Richtung. Die Fernstraße E48 (Daule–Palestina) durchquert den Kanton.
Die Parroquia Limonal grenzt im Norden an den Kanton Santa Lucía, im Osten an die Parroquia El Laurel, im Süden an die Parroquia Daule sowie im Westen an den Kanton Lomas de Sargentillo.